# Рајевскаја
Рајевскаја (рус. Раевская) насељено је место руралног типа (станица) на југозападу европског дела Руске Федерације. Налази се у југозападном делу Краснодарске покрајине и административно припада њеном Новоросијском градском округу.
Према подацима националне статистичке службе РФ за 2010, станица је имала 10.020 становника и била је друго по величини насеље у припадајућем округу.

## Географија
Станица Рајевскаја се налази у југозападном делу Краснодарске покрајине на око 11 километра северозападно од града Новоросијска, односно на 23 км источно од града Анапе. насеље се налази неких десетак километара северније од обале Црног мора.
Централни део насеља лежи на надморској висини од 120 метара.

## Историја
Насеље је 1862. основало 40 породица досељеника из станице Калниболотскаја, а име је добило у част генерала Николаја Рајевског који је командовао одбрамбеном линијом дуж црноморске обале.

## Демографија
Према подацима са пописа становништва 2010. у селу је живело 16.417 становника.
| 1979. | 2002. | 2010.  |
| ----- | ----- | ------ |
| 5.998 | 8.409 | 10.020 |